# Charops brevipennis
Charops brevipennis är en stekelart som först beskrevs av Cameron 1906.  Charops brevipennis ingår i släktet Charops och familjen brokparasitsteklar. Inga underarter finns listade i Catalogue of Life.